# General Electric LM2500

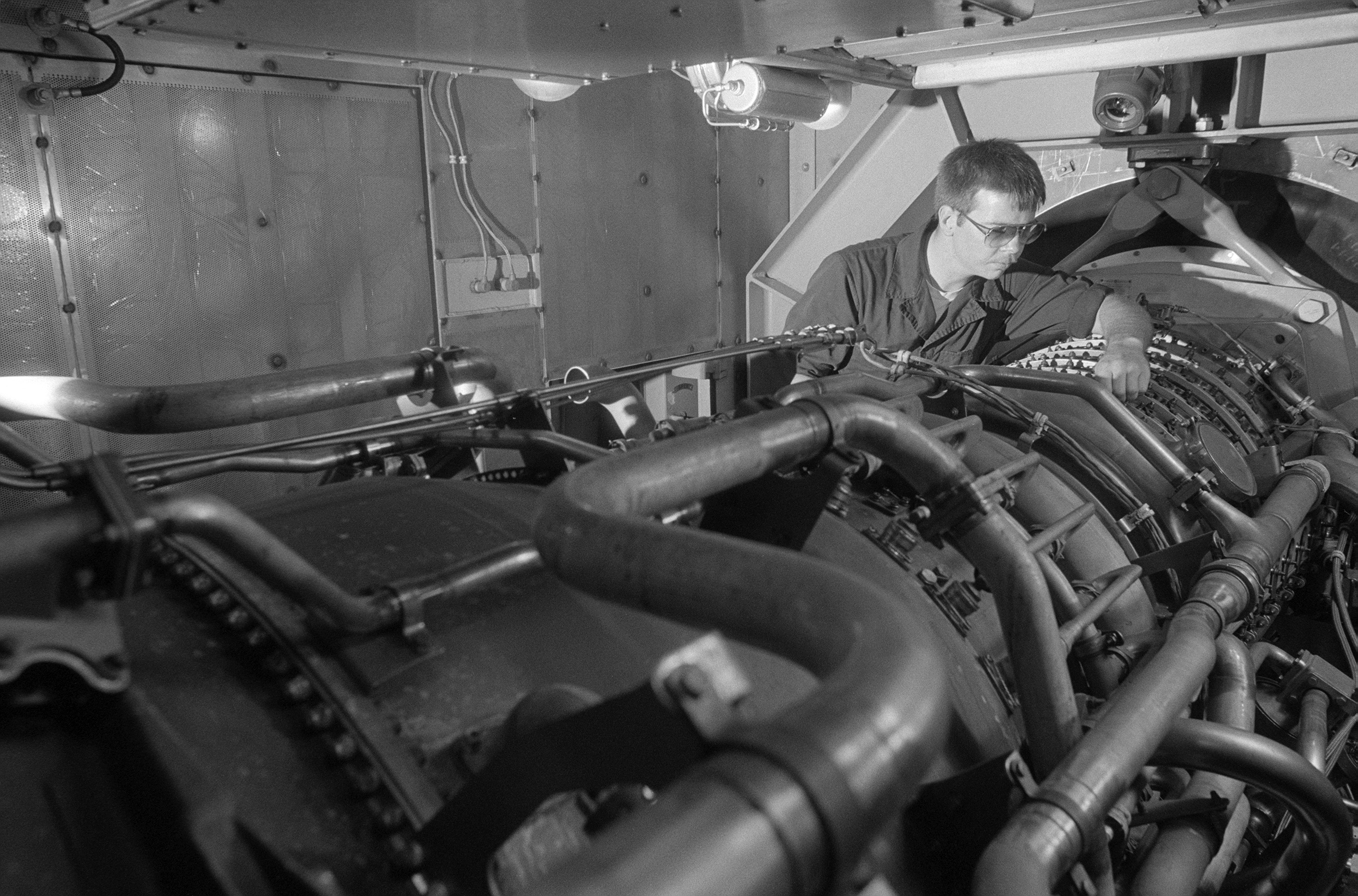
Une turbine LM2500 sur le USS Ford (FFG-54).

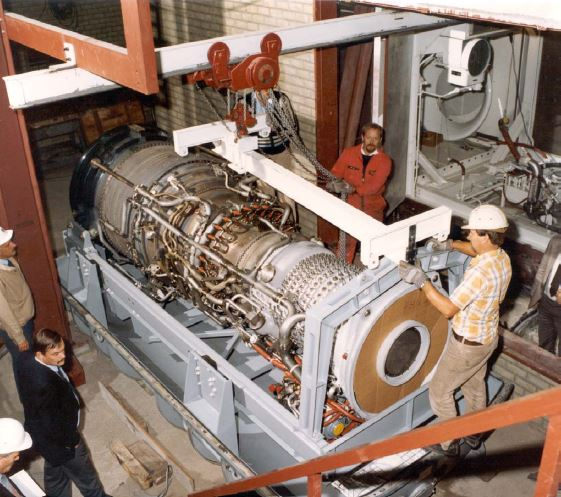
Une turbine LM2500 construit sous licence aux Pays-Bas par Thomassen De Steeg en 1983.

Le General Electric LM2500 est une turbine à combustion industrielle et marine produite par GE Aviation, dérivée du réacteur General Electric CF6.

## Puissance
D'une puissance de 34 000 ch (25,1 MW) avec un rendement thermique de 37 % dans les conditions ISO. Les versions améliorées LM2500+ peuvent offrir une puissance de 39 000 ch (28,6 MW).

## Historique
La turbine fut mise au point dans les années 1960. Les premiers bâtiments équipés sont les destroyers de la Classe Spruance construits à partir de 1972.
En 2004, elle est utilisée dans 30 marines de guerre à travers le monde, dont la France, le Canada, l'Italie, l'Espagne, l'Allemagne, la Corée du Sud, la Thaïlande ou encore l'Inde.
En 2018, plus de 2 100 unités ont équipé des navires.